# South Stack

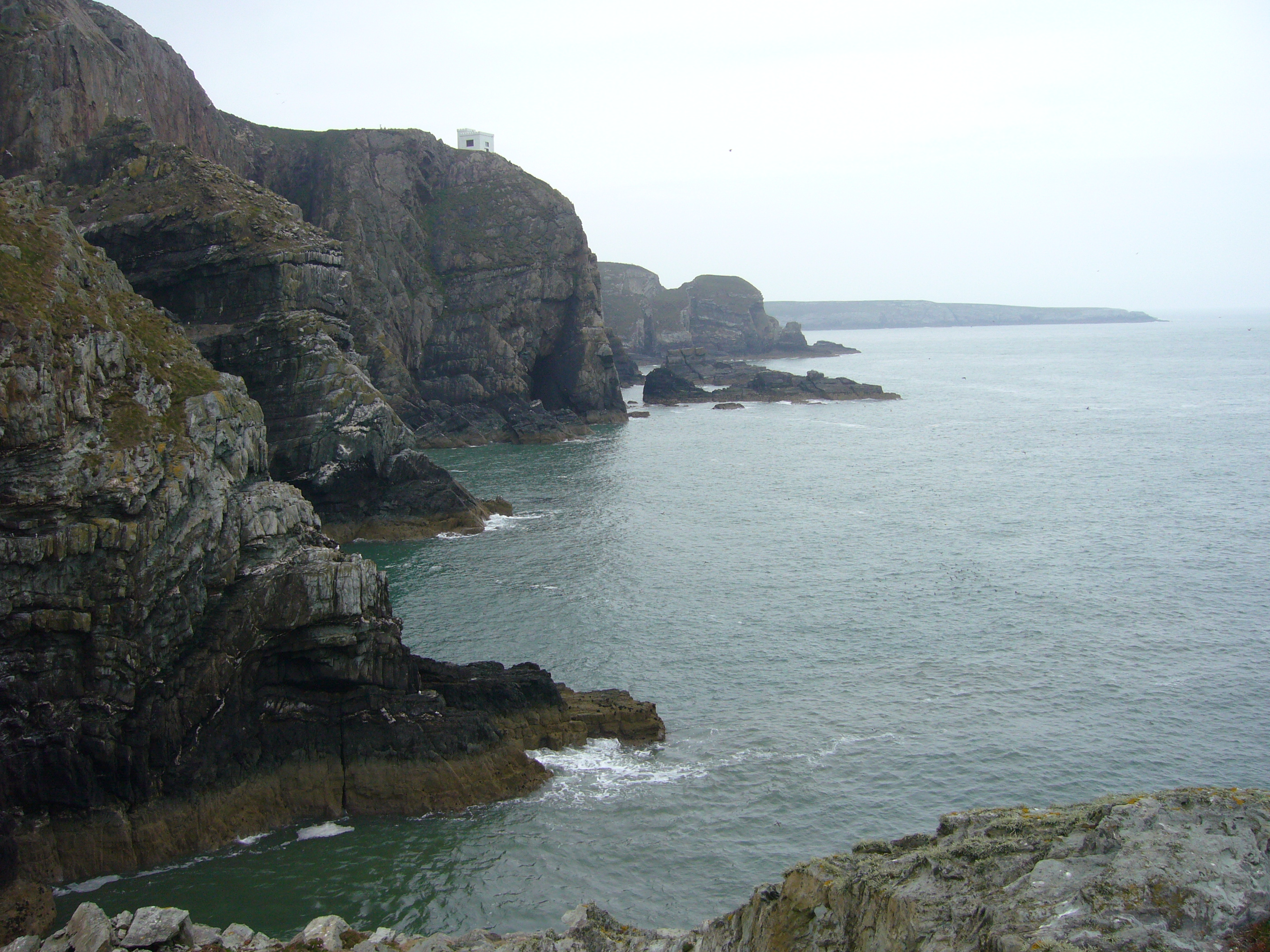
Vedere de-a lungul coastei accidentate de pe South Stack

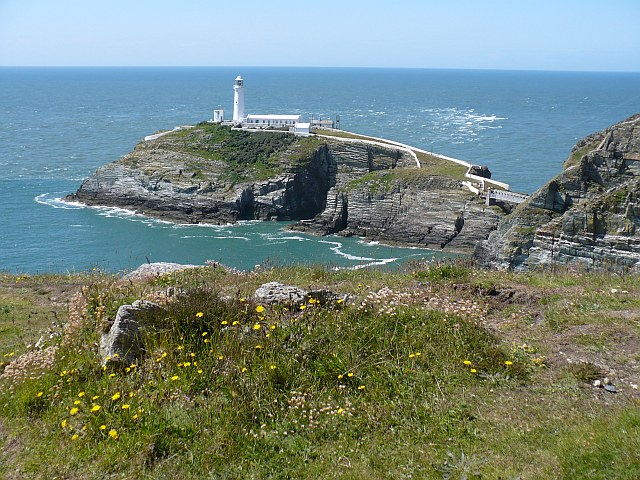
Farul South Stack de pe insulă. Pasarela de pe continent este abia vizibilă

South Stack (în galeză Ynys Lawd) este o mică insulă situată lângă Insula Holy pe coasta de nord-vest a insulei Anglesey.

## Descriere
Insula South Stack este renumită ca locul unuia dintre cele mai faimoase faruri din Țara Galilor, Farul South Stack. Aceasta are o înălțime de 41 de metri și o suprafață maximă de 2,8 hectare.
Până în 1828, când a fost construit un pod suspendat din fier, singurul mijloc de trecere peste canalul de apă adâncă dintre insule era într-un coș suspendat de o funie din cânepă. Podul suspendat a fost înlocuit în 1964, dar până în 1983 podul a trebuit să fie închis pentru public din motive de siguranță. Un nou pod din aluminiu a fost construit și farul a fost redeschis pentru public în 1997. În fiecare an, farul este vizitat de  mii de oameni, fapt datorit și serviciului de transport public din centrul orașului Holyhead.
Există peste 390 de trepte de piatră și 10 trepte de metal până la pasarelă, iar coborârea și urcarea oferă șansa de a observa unele dintre cele aproximativ 8.000 de cuiburi de păsări construite pe stâncile abrupte în timpul sezonului de împerechere. Stâncile sunt parte a rezervației de păsări RSPB South Stack Cliffs, care are un centru de vizitare și o ascunzătoare pentru observarea păsărilor la Turnul Elin. Turnul oferă posibilitatea de a observa stăncuțe cu cioc roșu, șoimi călători, vânturei roșii și diverse mamifere marine, precum marsuinul, foca gri, delfinul lui Risso și delfinul mare.
Prin South Stack trec două rute de trekking, Anglesey Coastal Path și Cybi Circular Walk. Aceasta din urmă are două variante. Cea scurtă are o lungime de 6,4 km și durează aproximativ două ore pentru a o finaliza. Începând de la Breakwater Country Park, alte atracții de-a lungul rutei sunt North Stack Fog Signal Station, Caer y Tŵr, Muntele Holyhead și Cercurile Tŷ Mawr.
Formațiunea South Stack a fost aleasă ca unul dintre cele mai frumoase 100 locuri din Regatul Unit din punct de vedere geomorfic de către Societatea Geologică din Londra, pentru cutele de mici dimensiuni.

## În cultura populară

### Coperta albumuluiSiren
Fotografia de copertă pentru albumul Siren al Roxy Music a fost făcută direct sub partea centrală a podului, pe o pantă pe partea de sud, de Graham Hughes, în august 1975.

### Les Gardiens des Enfers
În 2010, a fost publicată o bandă de desene animate franceză intitulată Les Gardiens des Enfers („Gardienii Infernului”). Povestea are loc în principal în Farul South Stack în 1859. Coperta și primele pagini pot fi văzute pe situl editurii.